# Kampeerauto
Een kampeerauto, vaak ook wel camper, kampeerwagen, mobilhome, zwerfwagen of motorhome genoemd, is een motorvoertuig, dat is ingericht om in te overnachten en te verblijven. In West-Europa worden campers vooral gebruikt voor vakanties. Zolang het om vakanties gaat is het slapen in een camper een vorm van kamperen. Een camper heeft een eigen motor en stuurinrichting en verschilt zo van een caravan.

## Motorrijtuigenbelasting in Nederland
In Nederland geldt een voordelig tarief voor de motorrijtuigenbelasting voor campers die voldoen aan de volgende voorwaarden:
- bevat minimaal twee vaste (draaibare) zitplaatsen;
- een vaste, eenvoudig te verwijderen tafel;
- minimaal twee slaapplaatsen;
- minimaal twee vaste en afsluitbare opbergfaciliteiten;
- een vast keukenblok;
- een vast ingebouwde kookgelegenheid.

## Indeling
Een camper heeft aan de voorzijde een stuurcabine, die bij kleine campers sterkt lijkt op die van een personenauto of bestelbus. Daarachter bevindt zich het woongedeelte. Meestal wordt een camper samengesteld uit het voertuig en de opbouw van de leefruimte, verschillende combinaties van autofabrikant en constructeur van de opbouw zijn mogelijk. Een bekend merk voor de opbouw van campers is Hymer.
Soms kunnen de stoelen in de stuurcabine worden omgekeerd, waarna ze deel uitmaken van het woongedeelte.
In een land met rechts verkeer is de deur van de bestuurder linksvoor en de deur van het woongedeelte rechts, verder naar achteren. Meestal is er geen deur rechtsvoor - een bijrijder moet dus via het woongedeelte naar zijn stoel lopen. Britten geven vaak de voorkeur aan een kampeerauto voor rechts verkeer, omdat ze de wagen op het continent gebruiken.

## Soorten
Campers zijn er in verschillende soorten. Een camper kan een omgebouwde bestelauto, touringcar of vrachtwagen zijn, of een volledig fabrieksmatig geconstrueerde kampeerauto. In de meeste landen behoren campers te voldoen aan vastgestelde wettelijke inrichtingseisen voordat ze als kampeerauto op kenteken kunnen worden gezet.

## Rijbewijs
Afhankelijk van welke soort kampeerauto wordt bestuurd gelden de volgende categorieën:
- B: het personenauto rijbewijs, voor kampeerauto’s tot 3500 kg (incl. belading), maximaal 8 passagiers.
- B+E: idem als B; een aanhangwagen met een gewicht plus belading tot 750 kg mag worden meegenomen.
- C1: groot rijbewijs (oftewel 'vrachtwagenrijbewijs') voor kampeerauto’s met een gewicht plus belading tussen 3500 en 7500 kg. Er mogen maximaal 8 passagiers mee.
- C: idem als C1, maar voor kampeerauto's met een gewicht plus belading meer dan 7500 kg. Er mogen maximaal 8 passagiers mee.
- D1: ’busrijbewijs’ voor kampeerauto’s met  8 tot 16 zitplaatsen en een maximale lengte van 8 meter.
- D: idem als D1, maar voor kampeerauto's met meer dan 16 zitplaatsen en een lengte van meer dan 8 meter.

## Grens 3500 kg
De Europese Commissie heeft in februari 2024 besloten de grens voor het maximaal toelaatbaar gewicht van een kampeerauto te verhogen naar 4250 kg. De grens van 3500 kg was niet realistisch meer, aangezien de kampeerauto's groter en zwaarder worden door toepassingen als meer elektronica en meer elektrische apparatuur, en er daardoor steeds minder aan bagage mee kan, zoals (elektrische) fietsen, scooters en dergelijke. De Nederlandse wetgeving moet hier echter nog op nog worden aangepast, zodat de grens van 3500 kg nog steeds gehandhaafd blijft. Voor volledig elektrische bestelwagens die beroepsmatig worden gebruikt, was deze goedkeuring experimenteel reeds van kracht sinds 2017.

## Kamperen
Moderne campers zijn geheel of gedeeltelijk zelfvoorzienend, mits aangesloten op een stroomvoorziening (zoals een zonnepaneel, brandstofcel of aggregaat). Tijdens het rijden laadt de accu op, waardoor men ook vrij kan overnachten. Campers kunnen zijn uitgerust met een chemisch toilet, douche, schoonwatertank, vuilwater(opvang)tank, koelkast, warmwaterboiler etc. en kunnen een aantal dagen zonder aanvullende voorzieningen van plaats naar plaats rijden. Met deze vorm van toerisme heeft de gebruiker alleen nu en dan behoefte aan kleine voorzieningen, zoals schoon water innemen, toilet ledigen en het "grijze" afvalwater lozen op daarvoor bestemde plaatsen. Hiervoor bestaan in Europa al jarenlang een groot aantal camperplaatsen met deze voor campers nodige voorzieningen.
Kampeerterreinen hebben vaak speciale staplaatsen voor campers, die daar rechtstreeks kunnen worden aangesloten op het lichtnet, waterleiding, riolering en soms ook kabel-tv/internet. Bij een enkele overnachting staan campers veelal op asfalt of andere verharding.
In Nederland neemt het aantal camperplaatsen op openbare parkeerplaatsen toe. Hier kunnen voorzieningen zijn getroffen voor een of enkele dagen verblijf, zoals een aansluiting op het lichtnet, een waterleiding en een put voor vuilwaterlozing. Voor gebruik van deze voorzieningen moet meestal via een automaat worden betaald. De plaatsen staan met speciale verkeersborden aangegeven.

## Permanent verblijf
In de Verenigde Staten zijn er meer mensen die permanent in een camper (mobile home) wonen dan in Europa.
Een toenemend aantal mensen kiest voor een permanent verblijf in een camper. Dit kan zijn doordat men geen geschikte vaste woonruimte kan vinden of omdat een zwervend bestaan de voorkeur geniet boven een vaste verblijfplaats. Het is bij deze woonvorm wel noodzakelijk over een briefadres te beschikken, waarop men officieel ingeschreven staat, omdat men anders geen gebruik kan maken van sociale voorzieningen, verzekeringen en dergelijke. Vaak is het lastig voor langere tijd op een standplaats te verblijven omdat de toezichthouder op de openbare ruimte of van de kampeerplaats beperkingen aan de verblijfsduur stelt.

## Voor- en nadelen
Een nadeel van campers is dat de reizigers, als ze zich ergens hebben geïnstalleerd, geen personenauto tot hun beschikking hebben voor uitstapjes. Campertoeristen nemen dan ook vaak fietsen mee. Sommigen gaan met de camper én een personenauto op reis (waarvoor natuurlijk twee chauffeurs nodig zijn). Het komt ook voor dat mensen een personenauto op een aanhangwagen achter de camper meenemen of dat een auto achter de camper als aanhangwagen wordt meegenomen. Er bestaan zelfs zeer grote, veelal zeer luxueus ingerichte campers, die over een ingebouwde "garage" beschikken, waarin een voertuig zoals een kleine auto of motorfiets kan worden meegenomen. De ruimte die de garage inneemt, gaat ten koste van de woonruimte. Daarom zijn dit type campers veelal uitgerust met naar buiten uitschuifbare wanden. Ook bestaan er camperunits (woongedeelte), die demontabel zijn bevestigd op een pick-up. Het woongedeelte kan op de camping worden afgezet, zodat de pick-up tijdens de vakantie kan worden gebruikt als auto voor uitstapjes. Men hoeft dan geen aparte auto mee te nemen.
De passagiers hebben tijdens de reis in een kampeerauto meer bewegingsruimte dan in een personenauto en kunnen zelfs op bed gaan liggen; tijdens de rit mag dit echter niet en moet gebruik gemaakt worden van de van gordels voorziene zitplaatsen. Het aantal op het kenteken vermelde zitplaatsen is bepalend voor het aantal mee te nemen passagiers.  In tegenstelling tot een camper mogen in een caravan, vanwege de veiligheid, geen passagiers worden meegenomen.
- Polygoonjournaal over kampeerauto's 
 Caravan-RAI 1977
- Polygoonjournaal uit 1977. De Nederlanders Hans ter Burg en Rudolf Das hebben de zgn. car-o-tel ontworpen, een tot luxueus rijdend hotel verbouwde bus met twee verdiepingen

## Modellen
Campers zijn in enkele types in te delen, afhankelijk van de opbouw:
| Alkoof of hoogslaper Dit model is gebaseerd op een bestelwagen, met vaak een aangepast chassis, met daarboven een grote slaapcabine. Deze zijn in het algemeen hoger dan andere campers en hebben daardoor meer ruimte, maar hebben het nadeel dat ze meer brandstof verbruiken. | |  |
| Semi-Integraal of half-integraal Dit model is eveneens gebaseerd op een bestelwagen, vaak met aangepast verlaagd chassis, het ALKO-chassis, maar kenmerkend is hier de lagere opbouw boven de cabine. Vaak zijn hier opbergkasten in voorzien of is deze ruimte voorbehouden aan een groot dakluik. Deze modellen zijn lager dan de andere campers, met minder plaats, maar hebben het voordeel dat ze minder brandstof verbruiken.                                                                           | |  |
| Full-Integraal of alleen Integraal In tegenstelling tot de 'alkoof' en 'semi-integraal' heeft dit model een volledig geïntegreerde cabine. Dit houdt in dat de cabine van de basis niet meer als dusdanig is te herkennen. Vaak wordt de cabineruimte dan ook deels bij de woonruimte getrokken. Kenmerkend is dat dit model relatief breed begint, aangezien de woonruimte zich vrijwel direct vooraan het voertuig bevindt. Het brandstofverbruik ligt tussen dat van een "alkoof" en een "semi-integraal". | |  |
| Bus Dit model is volledig gebaseerd op een bestelwagen en dus niet voorzien van een uitbouw. Meestal komt het neer op een omgebouwde bus of vrachtwagen. Dit model is weer onder te verdelen in de genoemde categorieën semi-integraal (af te sluiten doorloop vanuit de cabine) en full-integraal (de cabine maakt deel uit van het verblijfsgedeelte) maar met behoud van de kenmerken van het type voertuig. Deze versie is in drie categorieën te verdelen:                                               | Pop-Up of hefdak met een dak dat kan worden opengeklapt om zo meer stahoogte en soms een bed te verschaffen.                                                         |  |
| Bus Dit model is volledig gebaseerd op een bestelwagen en dus niet voorzien van een uitbouw. Meestal komt het neer op een omgebouwde bus of vrachtwagen. Dit model is weer onder te verdelen in de genoemde categorieën semi-integraal (af te sluiten doorloop vanuit de cabine) en full-integraal (de cabine maakt deel uit van het verblijfsgedeelte) maar met behoud van de kenmerken van het type voertuig. Deze versie is in drie categorieën te verdelen:                                               | Verhoogd met een opbouw op het dak, terwijl de originele basis van het dak behouden blijft. Soms wordt ook een hoge versie van de standaard buscarrosserie gebruikt. |  |
| Bus Dit model is volledig gebaseerd op een bestelwagen en dus niet voorzien van een uitbouw. Meestal komt het neer op een omgebouwde bus of vrachtwagen. Dit model is weer onder te verdelen in de genoemde categorieën semi-integraal (af te sluiten doorloop vanuit de cabine) en full-integraal (de cabine maakt deel uit van het verblijfsgedeelte) maar met behoud van de kenmerken van het type voertuig. Deze versie is in drie categorieën te verdelen:                                               | Bus ofwel Van met een op- of aanbouw of uitschuifbare delen. In principe een omgebouwde bestelbus.                                                                   |  |
| Pick-up Dit is een model dat zich kenmerkt door zeer compacte afmetingen, vaak minder dan 6 m, en beperkte hoogte en breedte. | |  |